# Theunis Marinho

Theunis Marinho

Theunis G. Baronto Marinho (Alto Rio Doce, 5 de agosto de 1951) é um executivo brasileiro que presidiu a Bayer Polímeros S.A. (Brasil) e foi diretor geral América Latina para a Divisão de Plásticos de Engenharia do Grupo Bayer. Atualmente é presidente da ABRH-SP (Associação Brasileira de Recursos Humanos – Seccional São Paulo) e membro de conselhos de administração e consultivos de empresas, além de coach e mentor de jovens CEOs. Em 2016, publicou o livro "Sonhar Alto, Pensar Grande – Lições de um brasileiro que enfrentou obstáculos e tornou-se presidente de uma multinacional" (Ed. Gente).

## Biografia
Filho de Theunis Freitas Marinho e Lia Baronto Marinho, Theunis Marinho, segundo dos quatro filhos do casal, nasceu na cidade mineira de Alto Rio Doce em 5 de agosto de 1951. Em razão do trabalho do pai, que era bancário, com oito anos de idade, já havia morado em cinco cidades além de Alto do Rio Doce: Angra dos Reis, Ubá, Belo Horizonte, Socorro e São Paulo.
Aos 14 anos, entrou para o mercado de trabalho ao ser contratado como office-boy de uma indústria de autopeças na cidade de São Paulo. Com dezoito anos, ingressou na área de Recursos Humanos como assistente do Departamento de Pessoal do Banco Halles. Quatro anos depois foi trabalhar na Bayer. Na multinacional alemã, fez carreira na área de Recursos Humanos como assistente, chefe do Setor de Administração de Pessoal e gerente até assumir, com apenas 29 anos, a direção da área de Recursos Humanos da Bayer S.A – em razão da idade, o título de diretor só seria concedido quatro anos depois. Naquela época, foi o primeiro brasileiro exercer uma função de diretoria na empresa.
Permaneceu na posição até 1986, quando se mudou para a Alemanha, com a família, para participar de um programa mundial de job rotation. No primeiro ano, trabalhou como gerente de Produtos - Herbicidas e, em seguida, foi para a Unidade de Negócios Óxido de Ferro, na qual foi gerente de vendas e posteriormente Business Unit Manager - Óxido de Ferro da Bayer AG. Neste último cargo atuou por seis anos. Portanto, morou e trabalhou na Alemanha por oito anos e meio. Foi o único dos oito brasileiros que, naquela época, entraram para o programa de job rotation que ficou na Alemanha.
Em 1995, retornou ao Brasil para assumir a diretoria geral de Finanças & Administração da Bayer S.A., que englobava as áreas de Finanças, Contabilidade, Jurídica, Tecnologia da Informação, Relações Externas, Recursos Humanos e Suprimentos. Novamente, foi o primeiro brasileiro a assumir a área financeira da multinacional. Dois anos depois tornou-se presidente da Bayer Polímeros S.A. (Brasil), exercendo simultaneamente a função de diretor-geral América Latina para a Divisão de Plásticos de Engenharia do Grupo Bayer.
Depois de quase 29 anos trabalhando na multinacional alemã, deixou a empresa aos 52 anos, passando a atuar em conselhos de administração e consultivos de empresas e como coach e mentor de jovens CEOS.
Dentro desse processo, se reaproximou da área de Recursos Humanos, onde iniciou o trabalho voluntário na ABRH-SP (Associação Brasileira de Recursos Humanos – Seccional São Paulo). Inicialmente, integrou o Conselho Deliberativo da entidade, vindo a presidi-lo entre 2013 e 2015.
Em janeiro de 2016, assumiu a presidência executiva da ABRH-SP, para o mandato 2016-2018. Uma das primeiras ações da sua gestão foi a realização do 1º CONALIFE – Congresso Nacional de Liderança Feminina, evento sobre equidade de gêneros e empoderamento feminino realizado em conjunto com a ONU Mulheres. Já, em janeiro de 2019, assumiu a presidência do Conselho Deliberativo da ABRH Brasil (Associação Brasileira de Recursos Humanos), cargo que ocupou até o final de 2021.

Com base em sua experiência profissional, Theunis criou 9 aforismos sobre vida e carreira que compartilha com os mais jovens:

1) Se a experiência vale para alguma coisa, o mais experiente é quem deve se adaptar às novas gerações.
2) Não lutar pelo que se quer, é morrer em vida.
3) Se você chegar ao pódio, parabéns! Se não chegar, mas tiver a certeza de que deu o seu máximo, fique feliz também. Você cumpriu sua missão e é o seu campeão.
4) Ninguém é dono, sozinho, do próprio sucesso.
5) O sucesso de uma pessoa não se mede apenas por “aonde ela chegou”, mas também por “de onde ela partiu”.
6) O seu juiz mais rigoroso é a sua consciência.
7) Sucesso é arte de nunca parar de aprender e aplicar seu aprendizado.
8) Você precisa ser sempre melhor do que você mesmo. Em outras palavras, lutar para ir além do que você pensa ser capaz.
9) Se observarmos como cuidamos da educação das nossas crianças e jovens, poderemos prever, com boa margem de acerto, como será o futuro da nossa nação.